# فصول دراسية متعددة الأعمار
الفصول الدراسية متعددة الأعمار أو الفصول المشتركة هي فصول دراسية مكونة من طلاب من مختلف المستويات الدراسية. يتم إنشاؤها بسبب الاختيار التربوي للمدرسة أو الحي الذي تتواجد به المدرسة. هذه الفصول المشتركة تختلف عن الفصول المقسمة التي يتم تشكيلها عند وجود عدد كبير جدا من الطلاب في فصل واحد - ولكن العدد لا يكفي لإنشاء فصلين منفصلين من نفس المستوى الدراسي. الفصول المشتركة هي أكثر شيوعا في المدارس الأصغر؛ النموذج المتطرف هو عادةً المدارس المكونة من فصل واحد.  
و تشير الدراسات إلى أن الأداء الأكاديمي لطلاب الفصول المشتركة لا يختلف عن أداء الطلاب المتواجدين في الفصول الدراسية المكونة من صف واحد؛ ولكن تميل النتائج إلى الأداء الوظيفي للمعلم شخصيا.